# 米坦维利耶-韦里尼
米坦维利耶-韦里尼（法語：Mittainvilliers-Vérigny，法語發音：[mitɛ̃vilje veʁiɲi]）是法国厄尔-卢瓦省的一个市镇，属于沙特尔区。该市镇于2016年由原市镇米坦维利耶和韦里尼合并而成。

## 地理
米坦维利耶-韦里尼（48°29'56"N, 1°18'39"E）面积24.76 平方千米，位于法国中央-卢瓦尔河谷大区厄尔-卢瓦省，该省份为法国北部内陆省份，北起顺时针与厄尔省、伊夫林省、埃松省、卢瓦雷省、卢瓦-谢尔省、萨尔特省和奧恩省接壤。
与米坦维利耶-韦里尼接壤的市镇（或旧市镇、城区）包括：蒂梅尔-加泰勒、巴约莱韦克、布里孔维尔、特朗布莱莱维拉日、当热、方丹拉吉永、克莱维利耶、圣阿尔努德布瓦。
米坦维利耶-韦里尼的时区为UTC+01:00、UTC+02:00（夏令时）。

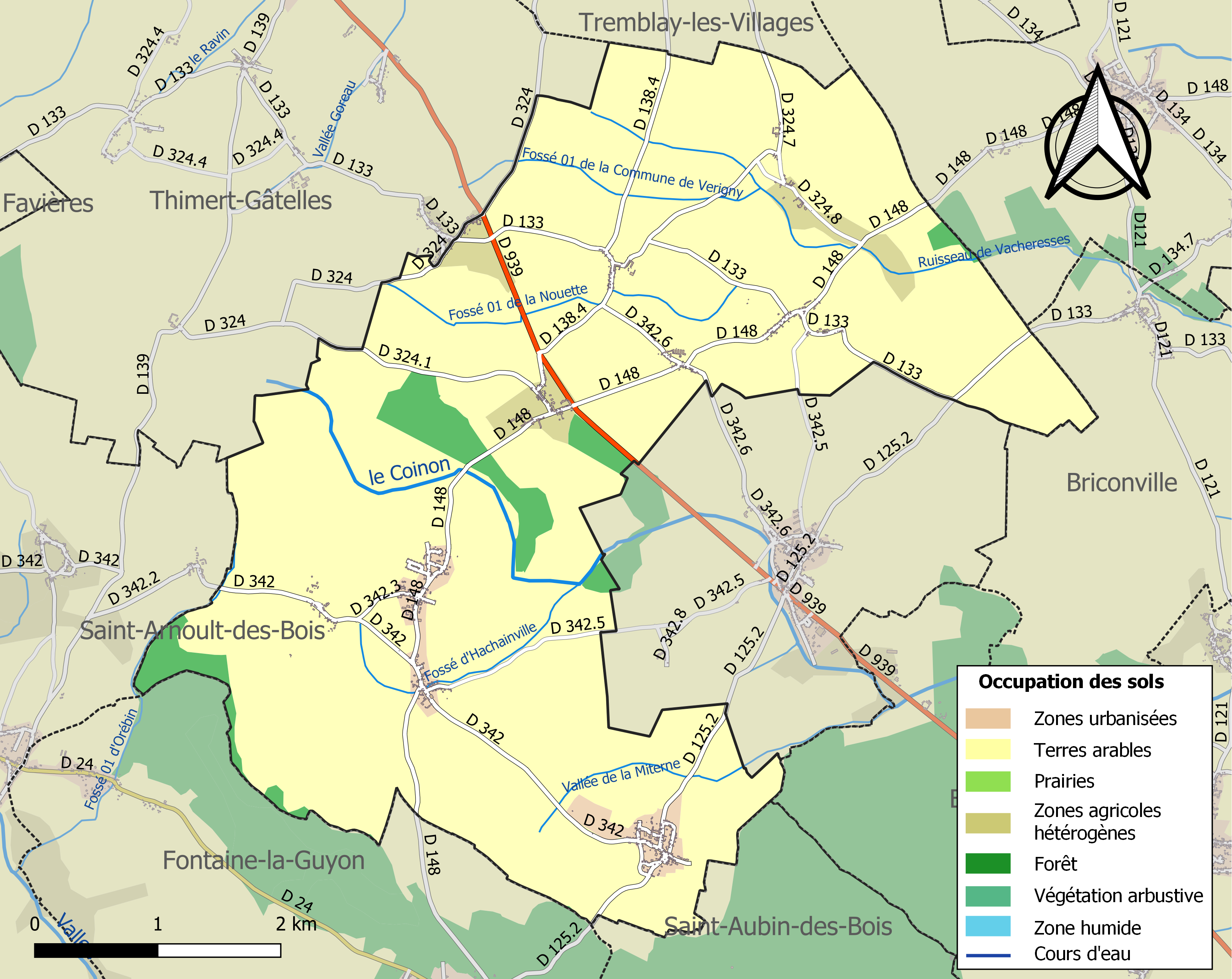
米坦维利耶-韦里尼的OSM定位图

## 行政
米坦维利耶-韦里尼的邮政编码为，INSEE市镇编码为28254。

## 政治
米坦维利耶-韦里尼所属的省级选区为伊利耶孔布赖县。

## 人口
米坦维利耶-韦里尼于2022年1月1日时的人口数量为800人。